# Battaglia del convoglio Duisburg
La battaglia del convoglio Duisburg fu combattuta il 9 novembre 1941, durante la seconda guerra mondiale, nel mar Mediterraneo a nord del golfo della Sirte e a occidente di Malta. Un convoglio mercantile italiano, scortato da alcune navi da guerra della Regia Marina e diretto in Libia per rifornire le truppe dell'Asse in Africa settentrionale, fu attaccato da una squadra navale della Royal Navy (Force K), di base a Malta.
Il convoglio italiano era costituito dai piroscafi tedeschi Duisburg e San Marco, le motonavi italiane Maria e Rina Corrado, il piroscafo Sagitta e le petroliere Minatitlan e Conte di Misurata, che trasportavano più di 34 000 tonnellate di carico. La squadra d'attacco britannica affondò l'intero convoglio - oltre al cacciatorpediniere di scorta Fulmine - senza riportare praticamente alcun danno. Un'altra nave militare italiana, il cacciatorpediniere Libeccio che era rimasto lievemente danneggiato durante la battaglia, fu silurato e affondato il giorno seguente dal sommergibile britannico HMS Upholder, mentre era impegnato nelle operazioni di soccorso.

## Antefatto
Il convoglio era stato organizzato per rifornire le forze dell'Asse in Nordafrica per l'imminente battaglia di Tobruch e trasportava 389 veicoli, i loro equipaggi più alcuni rinforzi. Inoltre il convoglio trasportava 17281 t di carburante (benzina avio inclusa).

## Lo scontro
Il convoglio partì da Napoli alla volta di Tripoli su una rotta navale che passava a est di Malta, e prevedeva il costeggio della Tunisia, e con una scorta ravvicinata di sei cacciatorpediniere. Il comando italiano di Supermarina, confidando sulla segretezza della rotta e della velocità del convoglio, temeva principalmente un attacco aereo notturno ignorando, tuttavia, che la Force K di stanza a Malta era dotata di radar, una tecnologia che avrebbe permesso l'intercettazione anche da parte delle unità navali di superficie; inoltre, le navi alleate erano attrezzate e ben addestrate per il tiro notturno con proiettili illuminanti, come già dimostrato nella battaglia di Capo Matapan. Soprattutto, i britannici erano in grado, grazie al loro efficientissimo servizio di decodifica Ultra, di leggere il codice cifrato C-38m italiano (oltre all'Enigma tedesco, coinvolto per le scorte aeree ai convogli). Quindi conobbero in anticipo la composizione del convoglio (con tanto di tonnellaggio, tipo di carico e velocità di ogni unità), e quella della scorta ravvicinata (ma non di quella della scorta distante, che conoscevano solo per sommi capi).
L'8 novembre 1941, il convoglio italiano fu avvistato da un ricognitore Maryland britannico di stanza sull'isola, pilotato dall'asso Adrian Warburton. Il pomeriggio dello stesso giorno, alle ore 17:30, la Force K (composta da due incrociatori leggeri e due cacciatorpediniere) lasciò Malta e prese contatto col nemico alle 00:39 del 9 novembre a 135 miglia nautiche a est di Siracusa. Il convoglio, disposto su due colonne e circondato dalla scorta ravvicinata, procedeva a una velocità di 9 nodi ed era seguito a 3 miglia di distanza da una seconda scorta, comandata dall'ammiraglio di divisione Bruno Brivonesi sull'incrociatore pesante Trieste.
La proporzione di forze era notevolmente a favore degli italiani e, grazie alla luna piena, la scorta ravvicinata riuscì anche ad avvistare la Force K durante la manovra di avvicinamento, ma la scambiò erroneamente per il gruppo del Trieste. Dopo essersi portata a dritta del convoglio alla distanza ravvicinatissima di 3-5 km e avvalendosi del radar per il puntamento, la squadra d'attacco britannica aprì il fuoco centrando, con le prime salve, i cacciatorpediniere Grecale (che si incendiò e perse la capacità di manovra), Maestrale e Fulmine e il piroscafo Duisburg.

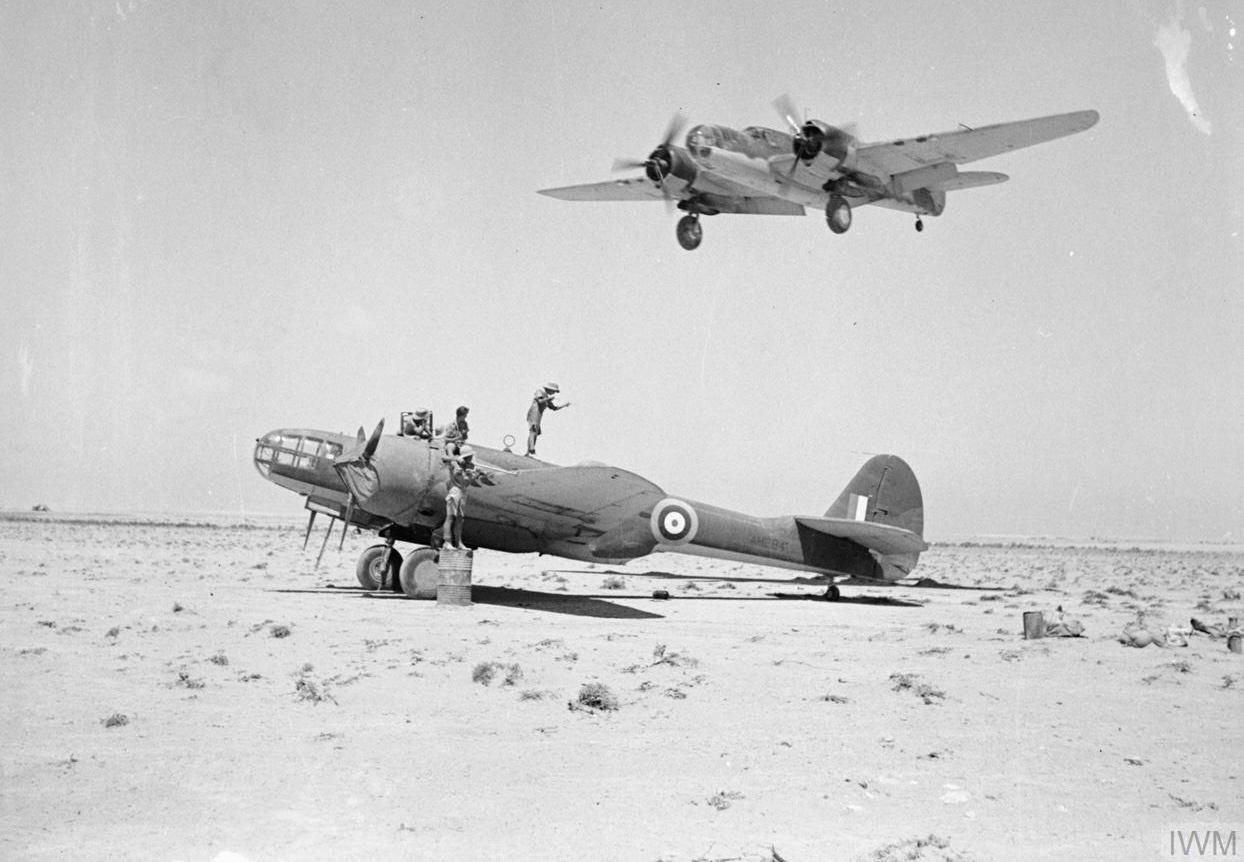
Dei Martin Maryland in Nordafrica tra il 1941 e il 1942; un velivolo di questo tipo avvistò il convoglio italiano

Solo due navi da guerra italiane, l'Euro e il Fulmine, risposero immediatamente al fuoco, ma non furono efficaci sia per la rapidità e la precisione dell'attacco britannico che affondò il Fulmine dopo soli 9 minuti dall'inizio dello scontro, sia per la quasi sempre cattiva posizione di tiro, sia, ancora, per gli errori di valutazione compiuti del comando della scorta italiana. Dopo i primi minuti infatti, Ugo Bisciani, capitano del Maestrale e comandante della scorta ravvicinata, ordinò alle navi ancora operative di ripiegare presso la sua unità facendo fumo di copertura, un errore tattico che lascia intendere che gli italiani fossero convinti che l'attacco provenisse dalla sinistra del convoglio e scambiassero ancora la Force K con la loro scorta a distanza, e che impedì il prosieguo del contrattacco dell'Euro che si trovava, invece, in ottima posizione di tiro. In ogni caso, la successiva distruzione dell'antenna radio del Maestrale da parte dell'incrociatore HMS Aurora privò il Bisciani del controllo delle operazioni.
Il convoglio non effettuò alcuna manovra evasiva, probabilmente nella convinzione di essere sotto attacco aereo, e fu facile preda dei siluri e dei cannoni delle navi britanniche. Al contrario, i cacciatorpediniere italiani non usarono mai i siluri per non rischiare di colpire le navi amiche riducendo, in tal modo, la loro capacità di risposta. Gli incrociatori pesanti spararono 207 granate da 203 mm (8 pollici) e 82 da 100 mm, ma senza colpire alcun bersaglio, anche a causa della mancanza di radar e di sistemi di puntamento notturno.
Alle 02:05, i britannici, a corto di munizioni e non identificando altri bersagli, si ritirarono e tornarono alla loro base dopo aver affondato tutte le navi del convoglio, il cacciatorpediniere Fulmine, e danneggiato seriamente altri tre cacciatorpediniere. O almeno questo è quello che dichiararono propagandisticamente, visto che la scorta lontana, sia pure con errori di manovra (che la portarono in testa al convoglio quando i britannici erano in coda) intervenne (00:40), aprendo il fuoco con i cannoni i cui colpi cadevano attorno alla Lively e al Penelope, che in effetti paghi del risultato raggiunto, si ritirarono velocemente.
Sul posto rimase il cacciatorpediniere Libeccio, impegnato nelle operazioni di soccorso assieme all'Euro, ma alle 10:46 del mattino seguente venne silurato dal sottomarino britannico HMS Upholder, anch'esso di stanza a Malta e comandato dal Lieutenant-Commander Wanklyn. Nonostante il tentativo di rimorchio, il cacciatorpediniere si spezzò in due tronconi e affondò, tre siluri lanciati contro il Trento andarono invece a vuoto.

## Ordine di battaglia

L'incrociatore pesante Trieste con la livrea mimetica di guerra

### Regia Marina

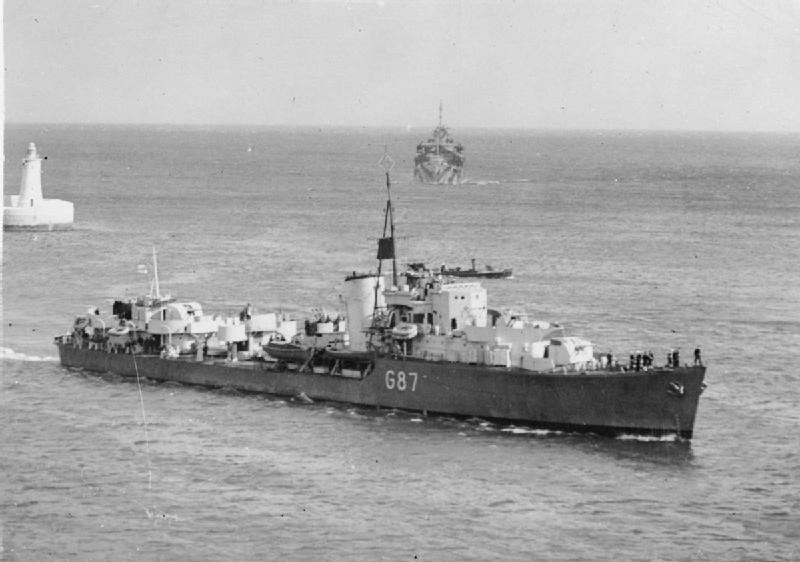
La Lance fa il suo ingresso nella baia di Porto Grande, Malta

- Scorta distante, sotto il comando dell'ammiraglio di divisione Bruno Brivonesi:
  - 2 incrociatori pesanti: Trieste (nave ammiraglia), Trento
  - 4 cacciatorpediniere della XIII Squadriglia: Granatiere, Fuciliere, Bersagliere, Alpino
- Scorta ravvicinata, sotto il comando del capitano di vascello Ugo Bisciani:
  - 6 cacciatorpediniere della X Squadriglia: Maestrale (nave comando), Alfredo Oriani, Libeccio, Grecale; oltre agli aggregati Fulmine ed Euro
- Convoglio
  - 7 navi da carico:
    - piroscafi Duisburg (7 389 tonnellate), Sagitta (5 153 tonnellate) e San Marco (3 113 tonnellate);
    - motonavi Maria (6 339 tonnellate) e Rina Corrado (5 180 tonnellate);
    - petroliere Minatitlan (7 599 tonnellate) e Conte di Misurata (5 014 tonnellate).

### Royal Navy
- Force K, sotto il comando del capitano William Gladstone Agnew:
  - 2 incrociatori leggeri: HMS Aurora (nave ammiraglia), HMS Penelope;
  - 2 cacciatorpediniere di classe L: HMS Lance e HMS Lively.